# Jean-Claude Andruet
Jean-Claude Andruet (Montreuil, 1942. augusztus 13. –) francia autóversenyző, háromszoros rali-világbajnoki futamgyőztes.

## Pályafutása
Az első rali-világbajnoki verseny, az 1973-as Monte-Carlo-rali győztese. 1973 és 1986 között vett részt a világbajnokság futamain. Ez idő alatt három versenyt nyert, hét alkalommal állt dobogón és ötvenkét szakaszgyőzelmet szerzett. Pályafutása jelentősebb sikereit a még csak gyártók számára kiírt világbajnokságon érte el, legjobb összetett eredménye a versenyzők világbajnokságán az 1981-es szezonban volt, amikor is a második helyen zárt. 1970-ben megnyerte az európai ralibajnokságot.
1967 és 1989 között összesen tizennyolc alkalommal indult a Le Mans-i 24 órás autóversenyen. Legelőkelőbb helyezése egy-egy ötödik hely a 72-es és a 81-es futamról.

## Eredményei

### Rali-világbajnoki győzelmei
| #  | Dátum                | Rali             | Navigátor              | Autó              | Összefoglaló |
| -- | -------------------- | ---------------- | ---------------------- | ----------------- | ------------ |
| 1. | 1973. január 19-26   | Monte-Carlo-rali | Michèle Espinosi-Petit | Alpine A110 1800  | Összefoglaló |
| 2. | 1974. nov. 30-dec. 1 | Korzika-rali     | Michèle Espinosi-Petit | Lancia Stratos HF | Összefoglaló |
| 3. | 1977. október 4-8    | San Remo-rali    | Christian Delferrier   | Fiat 131 Abarth   | Összefoglaló |

### Le Mans-i 24 órás autóverseny
| Év   | Csapat                     | Autó                | Csapattárs          | Csapattárs          | Helyezés | Kiesés oka |
| ---- | -------------------------- | ------------------- | ------------------- | ------------------- | -------- | ---------- |
| 1967 | Société Automobiles Alpine | Alpine A210         | Robert Bouharde     |                     | Kiesett  | Baleset    |
| 1968 | Société Automobiles Alpine | Alpine A210         | Jean-Pierre Nicolas |                     | 12.      |            |
| 1969 | Société Automobiles Alpine | Alpine A220         | Henri Grandsire     |                     | Kiesett  |            |
| 1970 | Ecurie Intersports SA      | Ligier JS1          | Guy Ligier          |                     | Kiesett  |            |
| 1972 | Charles Pozzi              | Ferrari 365 GTB4    | Claude Ballot-Léna  |                     | 5.       |            |
| 1973 | Ecurie Franchorchamps      | Ferrari 365 GTB4    | Richard Bond        |                     | 20.      |            |
| 1974 | North American Racing Team | Ferrari 312P        | Teodoro Zeccoli     |                     | 9.       |            |
| 1975 | Ecurie Franchorchamps      | Ferrari 365 GTB4    | Teddy Pilette       | Hughes de Fierlandt | 12.      |            |
| 1976 | ASA Cachia                 | Porsche Carrera RSR | Thierry Sabine      | Philippe Dagoreau   | 13.      |            |
| 1978 | Pozzi Thompson JMS         | Ferrari 512BB       | Spartaco Dini       |                     | Kiesett  | Motorhiba  |
| 1979 | Charles Pozzi              | Ferrari 512BB       | Spartaco Dini       |                     | Kiesett  | Motorhiba  |
| 1980 | JMS Racing Charles Pozzi   | Ferrari 512BB       | Claude Ballot-Léna  |                     | Kiesett  | Motorhiba  |
| 1981 | Charles Pozzi              | Ferrari 512BB LM    | Claude Ballot-Léna  |                     | 5.       |            |
| 1982 | Charles Pozzi              | Ferrari 512BB       | Claude Ballot-Léna  |                     | Kiesett  | Motorhiba  |
| 1983 | Martini Racing             | Lancia LC2          | Paolo Barilla       | Alessandro Nannini  | Kiesett  | Motorhiba  |
| 1985 | WM Peugeot                 | WM P83B             | Claude Haldi        | Roger Dorchy        | Kiesett  | Baleset    |
| 1988 | Chamberlain Engineering    | Spice Fiero S88C    | Claude Ballot-Léna  | Jean-Louis Ricci    | Kiesett  | Motorhiba  |
| 1989 | Courage Compétition        | Cougar C20B         | Philippe Farjon     | Syunji Kasuya       | 14.      |            |